# Tadeusz Korzon

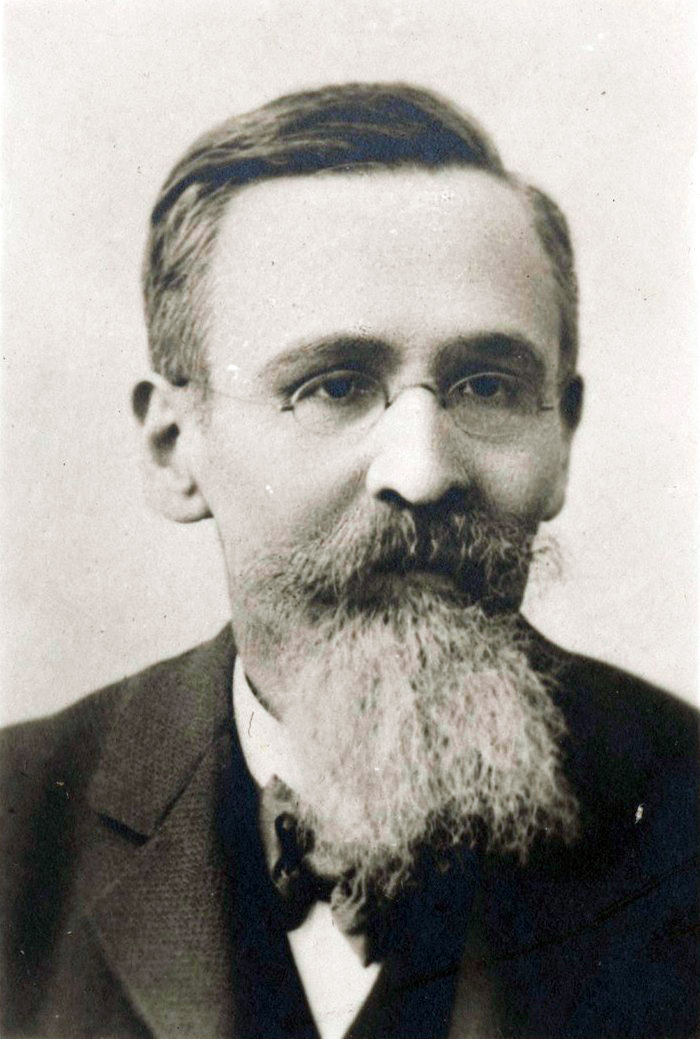
Tadeusz Korzon

Tadeusz Korzon (1839—1918) là một nhà sử học chuyên nghiên cứu về lịch sử Ba Lan.

## Tiểu sử
Korzon được sinh ra trong một gia đình người Ba Lan sống ở Litva. Khi còn trẻ, ông theo học ngành luật tại Đại học Quốc gia Moskva. Sau khi tốt nghiệp, ông dành 2 năm sống tại Kaunaus và dạy lịch sử tại một trường địa phương.
Ông tham gia vào phong trào Khởi nghĩa Tháng Giêng (1863-1865) của những người Ba Lan chống lại sự chiếm đóng của người Nga trong sự kiện Phân chia Ba Lan bằng cách tổ chức các cuộc biểu tình yêu nước ủng hộ Ba Lan. Sau sự thất bại của cuộc nổi dậy, ông bị tuyên án tử hình, nhưng sau đó lại được đổi sang hình phạt lưu đày tại Orenburg đến năm 1867. Sau đó, kể từ năm 1869 ông sống tại Warsaw, nơi ông trở thành giảng viên của Đại học Flying. Từ năm 1897 ông là thủ thư của Thư viện Zamojskich. Từ năm 1903, ông là thành viên của  Viện Khoa học và Nghệ thuật Ba Lan.

## Các tác phẩm
- Kurs historyi wieków średnich (Warszawa, 1871),
- Nowe dzieje starożytnej Mezopotamii i Iranu (1872),
- Historycy pozytywiści[3] i Poranek filozofii greckiej[4] (Bibl. Warszawska),
- Ludzie prehistoryczni[5] (Tygodn. Illustrow.),
- Historyja starożytna (Warszawa, 1876),
- Stan ekonomiczny Polski w latach 1782–1792 (Ateneum, 1877),
- O życiu umysłowym Grecyi (Tygodn. Illustrow.),
- Historyk wobec swego narodu i wobec ludzkości (1878),
- Wewnętrzne dzieje Polski za Stanisława Augusta, 1764–94, badania historyczne ze stanowiska ekonomicznego i administracyjnego (Kraków, quyển I, 1882; quyển II, 1883; quyển III, 1884; quyển IV, część 1., 1885; quyển IV, część 2. i zamknięcie, 1886; ấn bản thứ hai gồm 7 tập, quyển 1, quyển 2, quyển 3, quyển 4, quyển 5, quyển 6, quyển 7 Warszawa, 1897-1899),
- System monetarny w Polsce[liên kết hỏng] (Warszawa, 1891),
- Kościuszko. Biografia z dokumentów wysnuta (Kraków 1894)
- Dola i niedola Jana Sobieskiego 1629-1674 quyển 1, quyển 2, quyển 3 (Kraków 1898),
- Historya nowożytna quyển 1 đến hết năm 1648 quyển 2 từ 1648–1788 (Warszawa 1901 – 1903),
- Grunwald, ustęp z dziejów wojennych Polski (Warszawa, 1910),
- Dzieje wojen i wojskowości w Polsce (Kraków 1912) quyển 1, quyển 2, quyển 3 (2 wydanie 1923).

Tác phẩm đầu tiên của ông liên quan đến hệ thống trừng phạt của Pháp và Anh và được xuất bản vào năm 1861. Tác phẩm chính của ông được xuất bản bởi học viện khoa học Krakow với tên "Wewnętrne dzieje Polski za Stanislawa-Augusta, 1764—94" (Lịch sử nội bộ của Ba Lan dưới thời Stanisław-August, 1764-94) (1882 - 1886) (4 chủ đề) đã mang tới nhiều chi tiết thống kê, miêu tả kỹ lưỡng về hành chính và kinh tế mới về đời sống nội bộ của Ba Lan trong thế kỷ 18. Một trong những tác phẩm cuối cùng của ông là "Dzieje wojen i wojskowości w Polsce" (Lịch sử chiến tranh và quân sự ở Ba Lan) (3 chủ đề) xuất bản năm 1912.